# Wrecking Crew
Wrecking Crew – komputerowa gra logiczna stworzona i wydana przez Nintendo w 1984 roku jako VS. Wrecking Crew. Wersja na konsole NES (Wrecking Crew) została wydana rok później. 